# Otto Hahn (politik)
Otto Hahn (5. října 1888 Vídeň – 10. dubna 1946 Londýn) byl československý sudetoněmecký politik židovského původu; meziválečný poslanec Národního shromáždění za Německou sociálně demokratickou stranu dělnickou v ČSR, později za Komunistickou stranu Československa.

## Biografie
Byl židovského původu. Vystudoval na Vídeňské univerzitě. Získal titul doktora filozofie. Později se přestěhoval do Liberce a zapojil se do činnosti rakouské sociální demokracie. Byl redaktorem tamního listu Vorwärts.
V parlamentních volbách v roce 1920 získal za Německou sociálně demokratickou stranu dělnickou v ČSR mandát v Národním shromáždění. Podle údajů k roku 1920 byl profesí redaktorem v Liberci.
Patřil do okruhu liberecké sociálně demokratické levice. Zvolen byl za německé sociální demokraty, ale v lednu 1921 vystoupil z jejich poslaneckého klubu a přešel do klubu Československá sociálně demokratická strana dělnická (levice), která se krátce nato proměnila v Komunistickou stranu Československa. V prosinci 1921 ale volební soud odmítl potvrdit Hahnovi verifikaci mandátu a on tak ztratil poslanecké křeslo. Místo něj ve sněmovně usedl Max Hoffmann.
V letech 1922–1938 byl ústředním tajemníkem Svazu německých veřejných úředníků. Byl členem Českého zemského zastupitelstva. Byl do něj zvolen v zemských volbách roku 1935, nyní opět za německou sociální demokracii (DSAP). Byl uváděn jako tajemník svazu z Liberce.
V roce 1938 uprchl po záboru Sudet Německem do Prahy. Za druhé světové války žil v emigraci ve Velké Británii, kde byl v letech 1941–1946 členem výboru a tajemníkem československých odborů. Působil v organizaci Landesgruppe England der deutschen Freigewerkschaftlichen Arbeiter- und Angestelltenorganisationen in der Tsechoslowakischen republik a dalších exilových odborových organizacích. Zemřel roku 1946 v Londýně.